# Eva Björkström

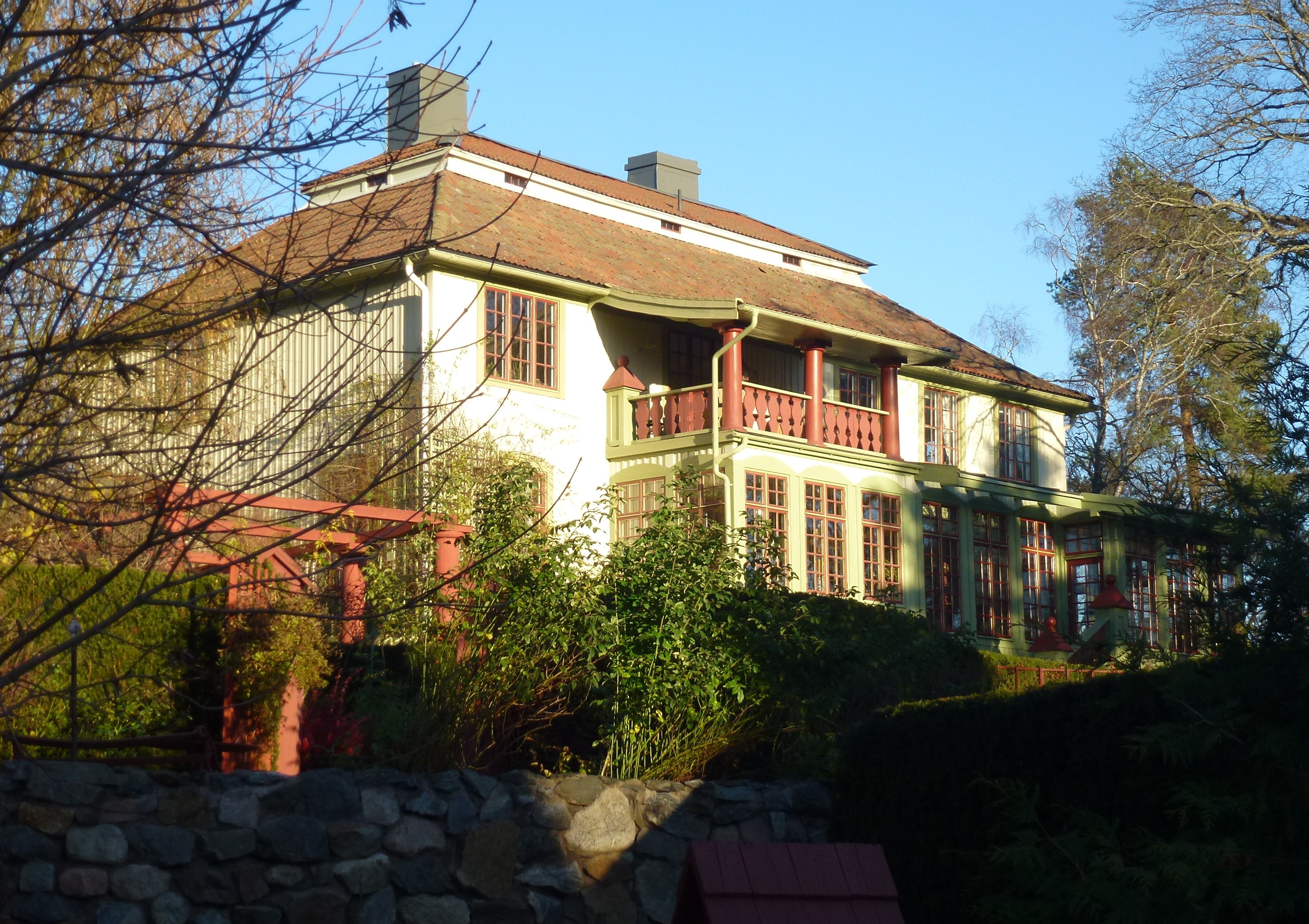
Villa Bellander, Storängen.

Eva Björkström, född Fornander 1947, är en svensk konstnär och trädgårdsdesigner. Hon är bosatt i Villa Bellander i Storängen, Nacka kommun. 
Åren 1970–1974 utbildade hon sig på Konstindustriskolan i Göteborg. Björkström har deltagit i många konst- och trädgårdsutställningar. Hennes konst finns representerad bland annat på Statens konstråd, Röhsska museet, Borås konstmuseum, Jönköpings läns landsting, Eksjö museum, Svenska EU-kansliet i Bryssel och Riksbanken i Stockholm.